# André Simon
André Louis Simon (ur. 28 lutego 1877 w Saint-Germain-des-Prés w Paryżu, zm. 5 września 1970) – francuski smakosz i znawca win, autor licznych publikacji kulinarnych, w tym dotyczących win, historyk i bibliofil.

## Dzieło
Był autorem ponad stu publikacji na tematy związane ze sztuką kulinarną. Założyciel organizacji skupiających miłośników dobrego jedzenia i znawców win, m.in.: Wine and Trade Club, Saintsbury Club i Wine and Food Society. Fundamentalną pozycją napisaną przez Simona była Concise Encyclopoedia of Gastronomy. Inne ważne dzieło to Bibliotheca vinaria z 1919 (340-stronnicowy katalog win).

## Życie prywatne
Żonaty z Edith Symons, którą poślubił w 1900.